# خع‌سخم‌وی
خَع‌سِخِم‌وِی پنجمین و واپسین پادشاه دودمان دوم مصر باستان بود. اطلاعات کمی دربارهٔ خَع‌سِخِم‌وِی در دسترس است به جز آنکه او چندین نبرد مهم داشته است که در آن‌ها با مردمان شمال نیز جنگیده و چندین ساختمان را نیز بر جا گذاشته. معنای نام او «آن دو نیرومند (که) نمایان می‌شوند» است. منظور از «آن دو نیرومند» خدایان ست و حوروس است.

## زندگی‌نامه
خَع‌سِخِم‌وِی را اغلب به عنوان فرمانروای پس از ست-پریبسن قلمداد می‌کنند، با این حال بعضی مصرشناسان احتمال می‌دهند فرعونی به نام خَع‌سِخِم‌ میان این دو بوده باشد. بیشتر صاحب‌نظران اما خع‌سخم و خَع‌سِخِم‌وِی را یک شخصیت می‌دانند. بعضی بر این باورند که خع‌سخم شاید نام خود را پس از یکپارچه ساختن دوباره مصر علیا و سفلی به خَع‌سِخِم‌وِی تغییر داده باشد؛ رویدادی که در پی جنگ داخلی میان پیروان دو خدای ست و حوروس صورت گرفت. بعضی اما احتمال می‌دهند که او با شکست دادن پادشاه بر تخت - ست-پریبسن - پس از بازگشت از عملیات سرکوب ناراضیان در نوبه، به شاهی رسیده باشد. جدای از آنکه کدام یک از این دو نگره درست باشند، خع سخم وی پایان‌بخش جنگ‌های انتهایی دودمان دوم و یکپارچه‌ساز دوباره دو مصر بوده است.
خَع‌سِخِم‌وِی از این لحاظ در تاریخ مصر منحصر به فرد است که هر دو نشان حوروس و ست را در سرخ خود دارد. این به احتمالی به منظور ایجاد همدلی و یکپارچگی میان گروه‌های متخاصم بوده است. نشان ست بعدها دیگر به کار برده نمی‌شود. او همچنین نخستین فرعون شناخته شده است که دستور ساخت تندیس‌هایی از خود را داده.

## آرامگاه
خَع‌سِخِم‌وِی بناهای متعددی در الکاب، هیراکونپولیس (نخن) و ابیدوس ساخت. گور او در آبیدوس (گور V) منحصر به فرد و بسیار بزرگ است و واپسین آرامگاه پادشاهی ساخته شده در گورستان ام‌القعاب به شمار می‌رود. این مکان ۷۰ متر طول، ۱۷ متر عرض در انتهای شمالی، ۱۰ متر عرض در انتهای جنوبی، و نزدیک به ۵۸ اتاق دارد.

## نگارخانه

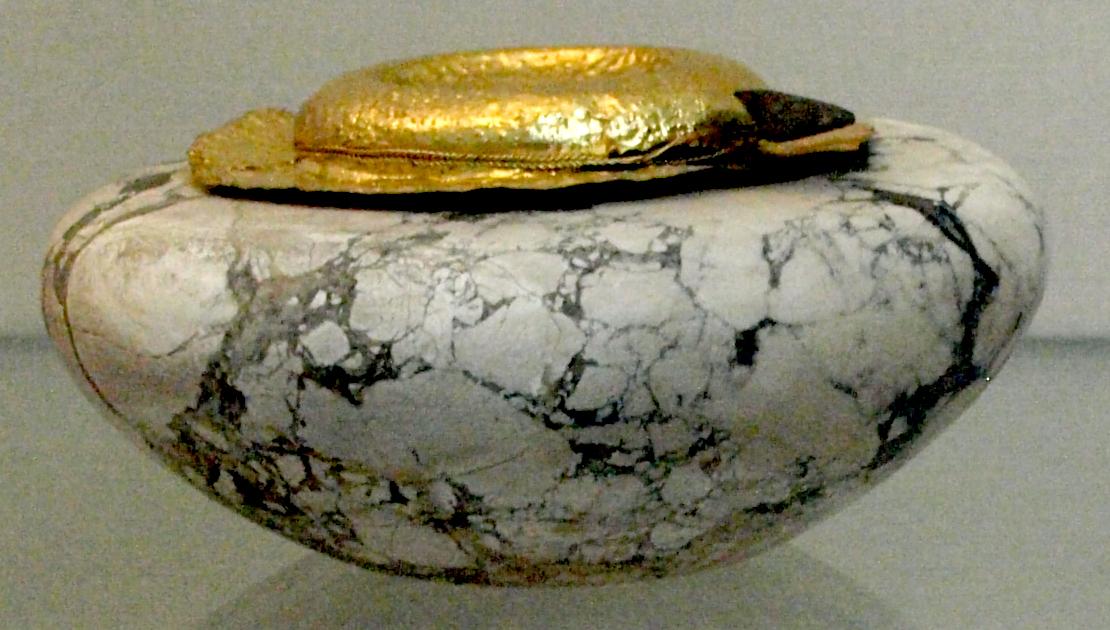
ظرفی از سنگ آهک با روکش طلایی ساخته شده در دوران خَع‌سِخِم‌وِی. نگهداری شده در موزه بریتانیا
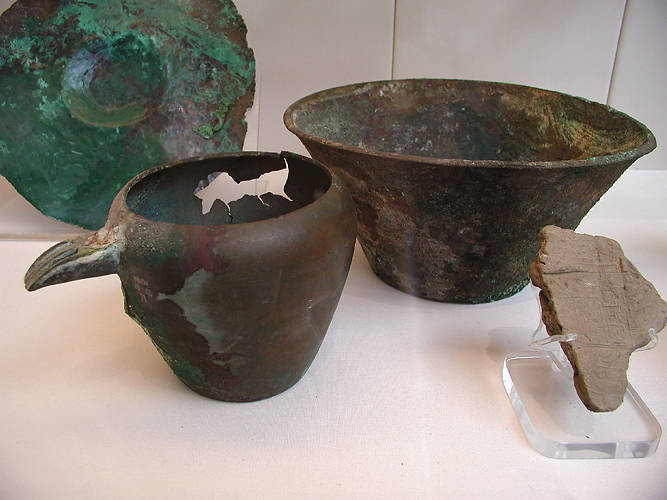
ظروف برنزی پیدا شده در مقبره خَع‌سِخِم‌وِی، موزه بریتانیا
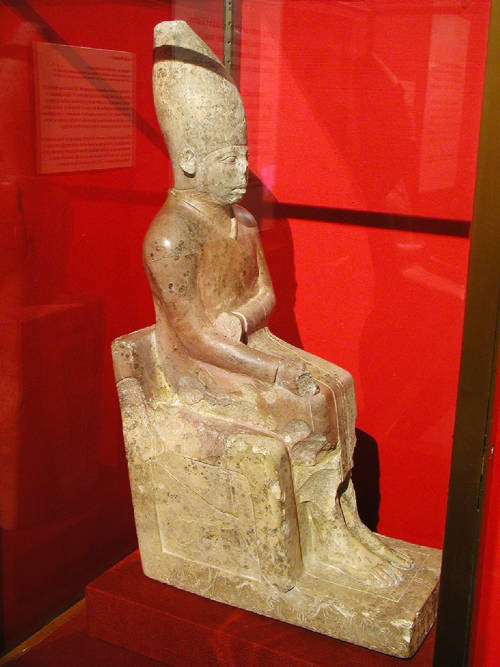
تندیس پادشاه ساخته شده از سنگ آهک، موزه اشمولین